# 古斯塔夫·馬勒
古斯塔夫·马勒（德語：Gustav Mahler，1860年7月7日—1911年5月18日），奥地利-波希米亚犹太裔作曲家、指挥家。作为作曲家，他是19世纪德奥传统和20世纪早期的现代主义音乐之间承前启后的桥梁。马勒之后，十二音和无调性音乐等先锋理念崛起，传统调性音乐的辉煌时代走向终结。他的指挥成就在生前就已得到广泛认可，但他所创作的音乐一度被忽视，在纳粹德国时期甚至因其猶太身份而被禁止，直至第二次世界大战后才因指揮家伦纳德·伯恩斯坦等人的推廣而得到复兴，其音樂价值方为人所周知。到如今，马勒的音乐甚為频繁地被演出，亦有無數其作品之录音發行。
马勒出生于波希米亚喀里斯特（今捷克境内），出身并不显贵，但在很早就显露出了音乐才华。1878年，从维也纳音乐学院毕业后，他在欧洲众歌剧院中担当过指挥；并于1897年担任维也纳宫廷歌剧院（现称维也纳国家歌剧院）总监。在维也纳的十年里，马勒从信仰犹太教转变为信仰天主教，但由于其犹太血统，还是颇受反犹舆论的攻击和排挤。然而他的演出不仅水平优异，而且具有创新性，使他至今都被认为是历史上最伟大的歌剧指挥家之一；他对瓦格纳和莫扎特的乐剧作品的演绎尤为杰出。晚年他也短暂地担任过纽约大都会歌剧院和纽约爱乐乐团的总监。
马勒的创作范围较窄，作品数量不多。终其一生，作曲总是指挥之外的副业。其作品绝大多数都是交响曲和歌曲。他的11部交响曲篇幅很长，最短者也接近一个小时；规模庞大，增加了乐队编制，并在第二、三、四、八几部中加入了人声；第8号交响曲除超大編制管弦樂團外，更动用了八位独唱和两个混声四部合唱团，首演时乐手数达一千人以上，因而得到「千人交響曲」之別稱。马勒作品的首演通常伴随着争议，很久之后才得到批评家的认可；只有第8号交响曲在首演时就大获成功。马勒的音乐直接影响了许多第二维也纳乐派作曲家，尤其是勋伯格、贝尔格和韦伯恩。此外，肖斯塔科维奇和布里顿也为马勒所影响。

## 生平

### 早年

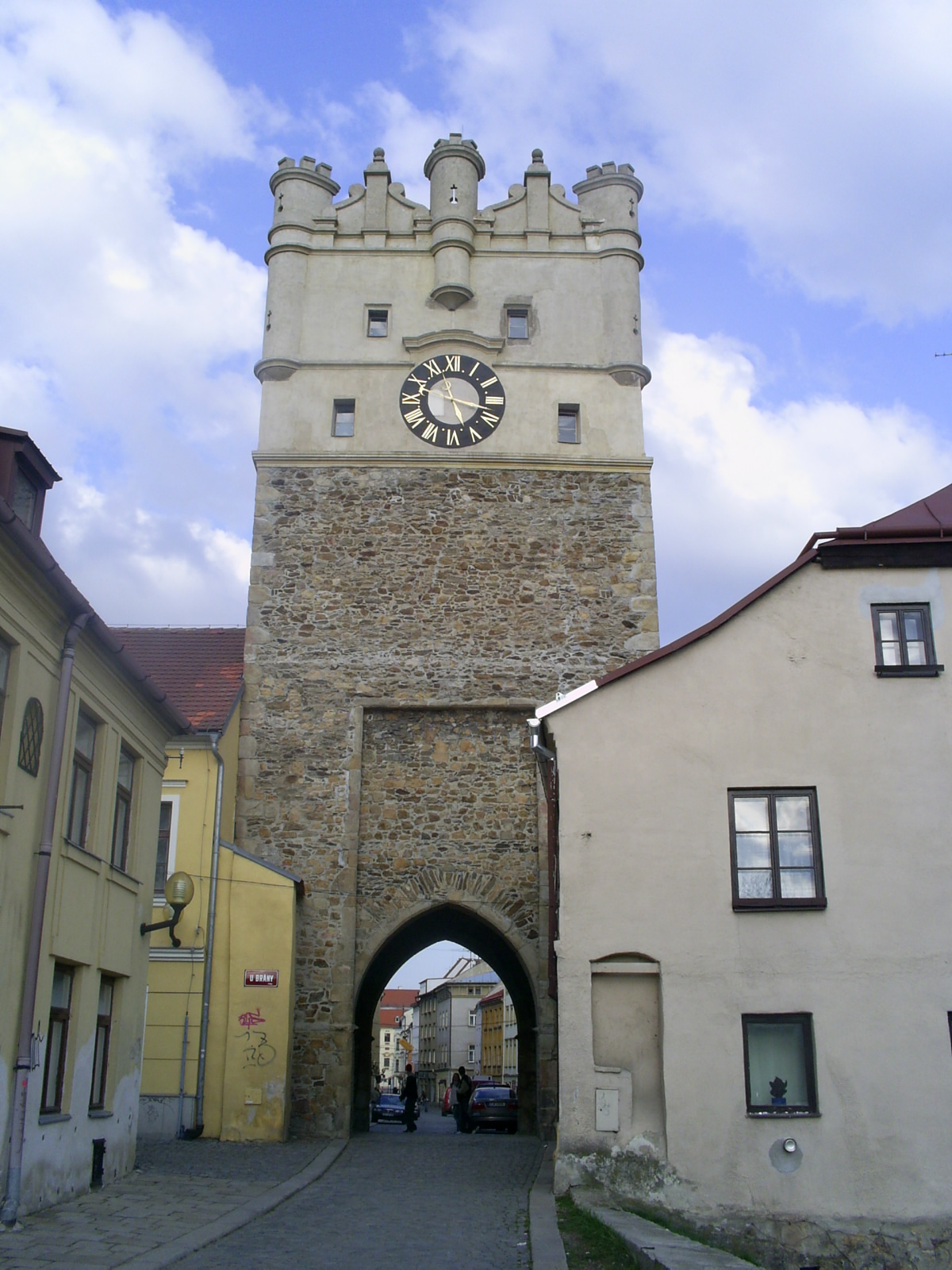
伊赫拉瓦，马勒长大的地方。

马勒的家庭来自当时是奥地利帝国一部分的波希米亚东部。他的祖母当过街头的卖艺人。马勒一家属于一个不太受欢迎的德语小社群，而且又是社群中不太受欢迎的犹太人；童年的处境影响了马勒未来的无归属感。古斯塔夫的父亲，伯恩哈德·马勒（Bernhard Mahler）通过经营酿酒厂让家境有所起色。他在喀里斯特买了一座小房子，并在1857年与当地肥皂加工商的19岁女儿玛丽·弗兰克（Marie Frank）结婚。次年，降生一子，早夭。两年后，也就是1860年7月7日，次子古斯塔夫出生。
童年

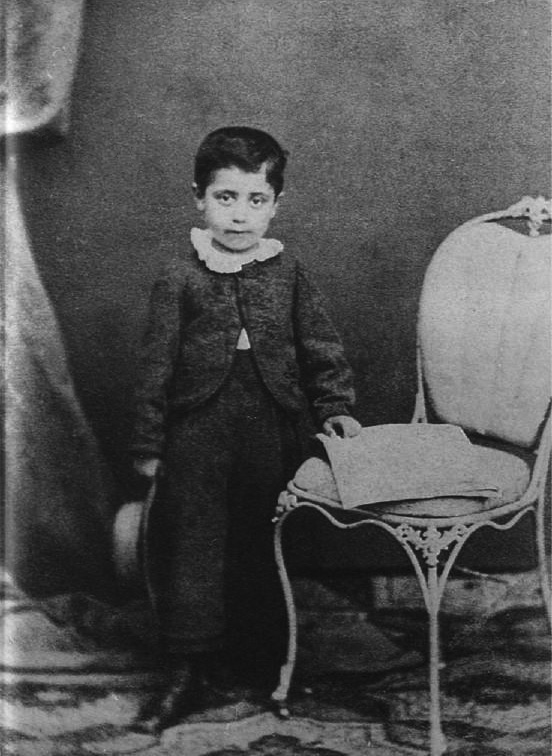
5岁的古斯塔夫·马勒，1865年

1860年12月，伯恩哈德·马勒携妻儿搬到伊赫拉瓦。在那里相继有12个孩子降生，但一半都早逝。此时的伊赫拉瓦是个有两万余人口的商镇，在此古斯塔夫有机会接触到民间的音乐，比如街头歌谣、舞蹈曲调、军乐的小号声等。这些元素在他之后的创作中都有所体现。
古斯塔夫4岁时，发现了祖父母的钢琴，并立刻就开始了学习。他的演奏技术长进很快，在当地是小有名气的“神童”。10岁时，就在城里的剧院举行了公演。古斯塔夫热爱音乐，学校评语称他经常走神，导致学业不佳。为了提高其成绩，他于1871年被送到布拉格的一所新学校中，但并不快乐，不久后又回到伊赫拉瓦。
1874年，他的弟弟久病不治而亡。他试图在音乐中表达悲伤的情感，并在朋友约瑟夫·斯坦纳（Josef Steiner）的帮助下开始创作一部歌剧《士瓦本的厄尼斯特公爵》（德語：Herzog Ernst von Schwaben），以纪念死去的弟弟。该作品如今词曲均佚。
学生时代

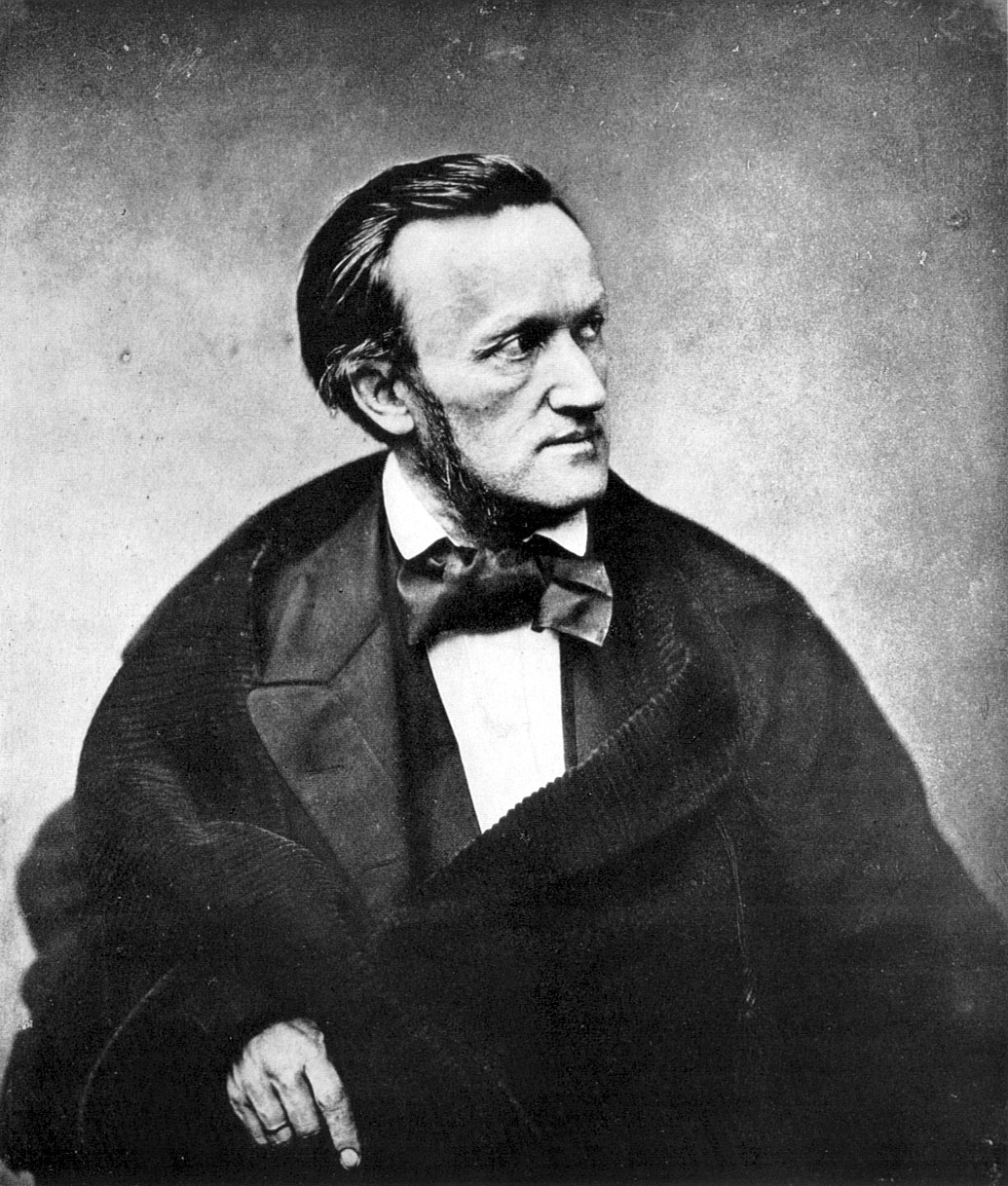
马勒在学生时代迷恋瓦格纳的音乐，后来成为了瓦格纳歌剧的最佳诠释者之一

伯恩哈德·马勒支持其儿子走上音乐道路，同意他报考维也纳音乐学院。年轻的古斯塔夫被著名钢琴家朱利亚斯·艾普斯坦看中，于1875被录取。在艾普斯坦的指导下，他在钢琴方面有了长足的进步，并在开头两年里拿了奖。最后一年（1877－1878学年）他师从弗朗茨·克伦和罗伯特·富克斯专攻作曲及和声。但他的习作很少有存留下来的，大多都被马勒本人因为不满意而丢弃。他甚至曾将一份交响音乐期末作品的稿子毁掉，因为这作品被当时权威的总监轻薄地拒绝。马勒最早的指挥经历可能是带领音乐学院的学生乐团，尽管据说他在学生乐团里的主要工作不过是当打击乐手。
歌曲作家胡戈·沃尔夫曾是马勒的同学，二者关系甚好，但沃尔夫由于违纪而被开除。马勒有时也做逾矩之事，但因为写了改过书才免遭同样命运。马勒听过布鲁克纳的演讲，尽管并非其弟子，但也受其影响。1877年12月16日，布鲁克纳的第3号交响曲首演遭到惨败，嘘声四起，观众离席；但到场的马勒和其他学生之后将该作品改编成钢琴版，献给布鲁克纳。与许多同代人一样，马勒迷恋瓦格纳，尽管他的关注点在于音乐而非布景。马勒在学生时代有没有现场看过瓦格纳的乐剧，不详 。
马勒1878年毕业，虽得到文凭，却没能拿到为出色学生设立的银奖。之后他又进入维也纳大学，就读期间他对文学和哲学颇感兴趣。1879年离开大学后，马勒做钢琴教师赚了些钱，并继续作曲，于1880年完成了《悲叹之歌》。这是他的首部重要作品，显现出瓦格纳和布鲁克纳之影响的痕迹，但也含有一些音乐学家德里克·库克称为“纯粹的马勒”的元素。它直到1901年才得以演出，且是以一种修订精简后的形式。
马勒对德国哲学很有兴趣，并读了叔本华、尼采、费希纳、陆宰的作品。这些思想家都给马勒及其音乐造成了深远影响。传记作家乔纳森·卡尔（Jonathan Carr）称：“马勒的心中不只有波希米亚乐队的曲调、军乐的小号进行曲、布鲁克纳式的大合奏（chorale）、舒伯特的奏鸣曲；里面也冲涌着哲学和形而上的问题。”

### 指挥生涯

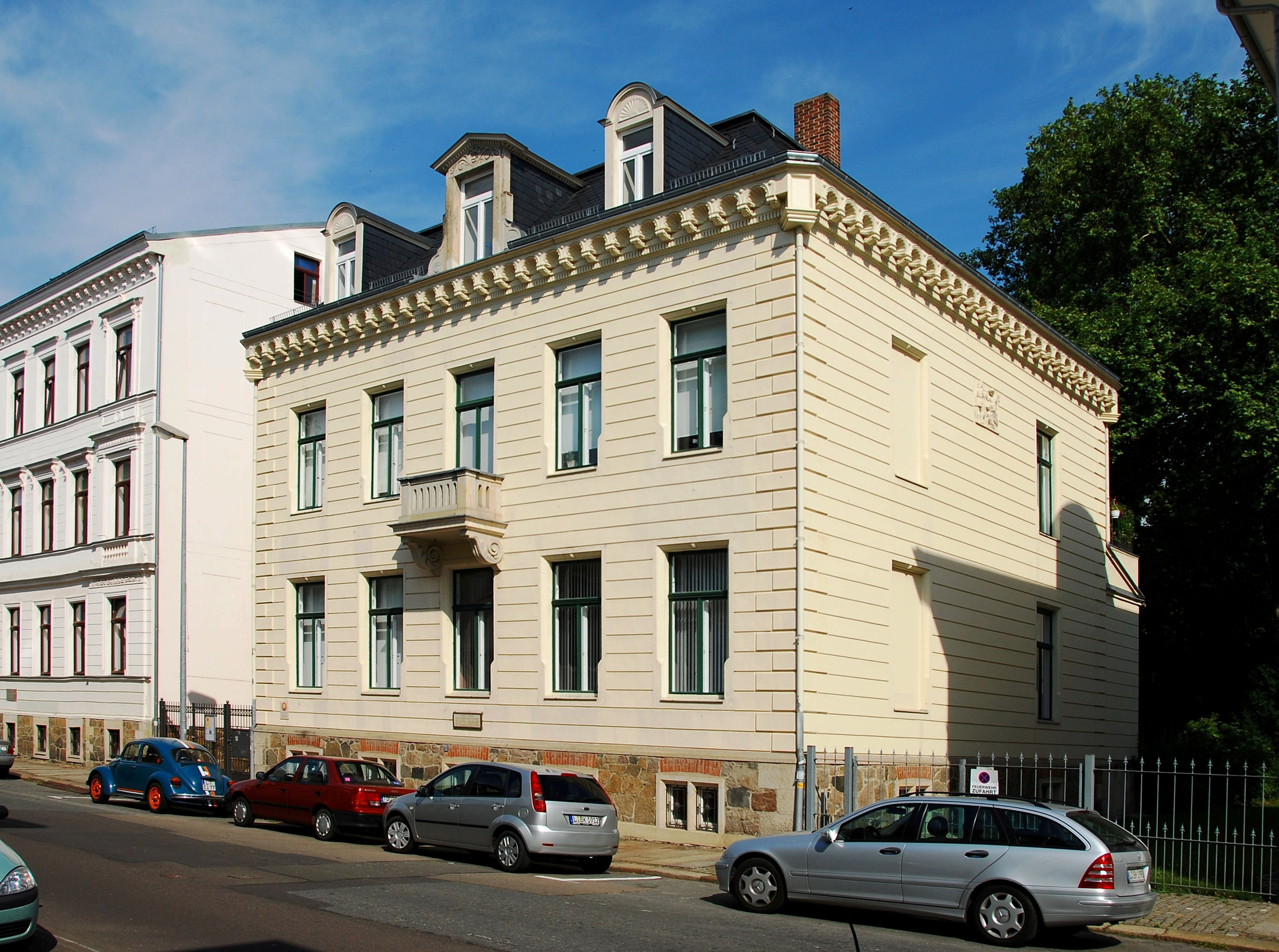
马勒在莱比锡的寓所，也是他创作第1号交响曲的地方

最初的工作
1880年夏，马勒得到了第一份专职指挥的工作：在林茨以南的一个温泉小镇里指挥当地小剧场的演出，内容全部是轻歌剧（operetta）。马勒之所以接受这份工作，完全是因为艾普斯坦说升职空间大。1881年他来到了莱巴赫（今斯洛文尼亚首都卢布尔雅那），那里的剧院虽小但资源丰富，管理者也对拓展演出内容雄心勃勃。马勒在此处第一次指挥了整部歌剧：威尔第的，此后又献上了9部其它作品。6个月的合约过后，马勒回到维也纳，在卡尔剧院担任兼职合唱指挥。
1883年1月，马勒当上了奥洛穆茨一家剧院的指挥。他后来回忆道：“我踏进剧院门槛的那一刻，感觉神怒即将降临在我身上。”虽然他与乐队的关系不怎么好，在他任职期间，9部新歌剧被介绍了进来，包括比才的《卡门》，并赢得了事先对马勒不太看好的媒体的好评。1883年8月，马勒成为了卡塞尔皇家剧院的音乐和合唱指导，头衔虽如此他仍只是乐长的下属。虽然上司威尔海姆·特莱伯（Wilhelm Treiber）很不喜欢他，马勒还是在令人不快的环境中大显身手。他指导了一部自己很喜欢的歌剧，韦伯的《魔弹射手》；并在1884年6月23日指挥了自己为戏剧《萨金根的小号手》（德語：Der Trompeter von Säckingen）创作的配乐，这也是马勒所作的作品第一次面向世人。在卡塞尔期间与女高音约翰娜·里希特（Johanna Richter）的一段热烈但不愉快的恋情，让马勒创作了一系列爱情诗，并作为歌词写入《青年流浪之歌》。
1884年1月，当时名声斐然的指挥家汉斯·冯·彪罗来到了卡塞尔举办音乐会，马勒想争取到彪罗常任助理的职位未果。随后的几年里他与驰名的莱比锡新剧院签订了6年的合約，从1886年开始。马勒不愿意在卡塞尔停留，于是在1885年7月辞职，并在布拉格的新德剧院（德語：Neues Deutsches Theater）获得助理指挥的职位。
布拉格与莱比锡
在布拉格，捷克民族主义复兴的倾向让新建的国家大剧院名声大振，新德剧院受其影响，生意不景气。马勒的任务是推出高质量的德国歌剧演出，以挽回衰落的势头。他演出的莫扎特和瓦格纳作品都获得了一定的成功，但他突出个人权威的指挥风格在同僚间产生了摩擦，尤其是与经验更丰富的指挥路德维希·斯兰斯基。
1886年马勒离开布拉格，来到莱比锡新国家歌剧院，在此与年长的同事阿图尔·尼基施发生了争执，矛盾主要关于二人在新推出的《尼伯龙根的指环》四联剧中如何分工。次年1月，尼基施染病，使马勒有机会掌握全权。此次演出在大众中反响极佳，但乐团成员也埋怨马勒的指挥过于独裁，排练计划过于紧凑。
在莱比锡，马勒与作曲家卡尔·马利亚·冯·韦伯的孙子卡尔·冯·韦伯（Carl von Weber）结为好友，同意准备一场韦伯生前未完成歌剧《三个品脱》（德語：Die drei Pintos）的演出。马勒对存留下来的草稿进行了润色和配器，结合了韦伯其它作品中的段落，还加了一些自己创作的内容。1888年1月20日，这部作品首演，许多歌剧院的总监都出席了，俄罗斯著名作曲家柴可夫斯基也观看了1月29日的第三场演出。这部作品反响出色，也让马勒的地位有所提升。与韦伯一家的交往也使马勒与卡尔·冯·韦伯之妻玛丽昂（Marion Mathilde）产生了一段热烈的感情，但最终不了了之。就在这段时间，马勒发现了德国民间诗集《少年魔号》，这部诗集将在之后的12年间深深影响马勒的创作。亦有说法称马勒之前就了解这部诗集，因为他之前创作的《青年流浪之歌》就基于《魔号》中的一首诗。
1888年5月，在与歌剧院舞台经理發生争执之后，马勒辞去了在莱比锡的职位。他回到了布拉格，努力让《三个品脱》重新上演，并同时排演彼得·科内利乌斯的喜歌剧《巴格达的理发师》。这次短暂的停留结果是不欢而散：马勒因为排练期间的一次大发雷霆被扫地出门。然而，经过维也纳的一位好友吉多·阿德勒的引荐，马勒的名字传到了布达佩斯的皇家匈牙利歌剧院（现匈牙利国家歌剧院）。马勒顺利通过了面试，在1888年10月重新找到了工作。
布达佩斯

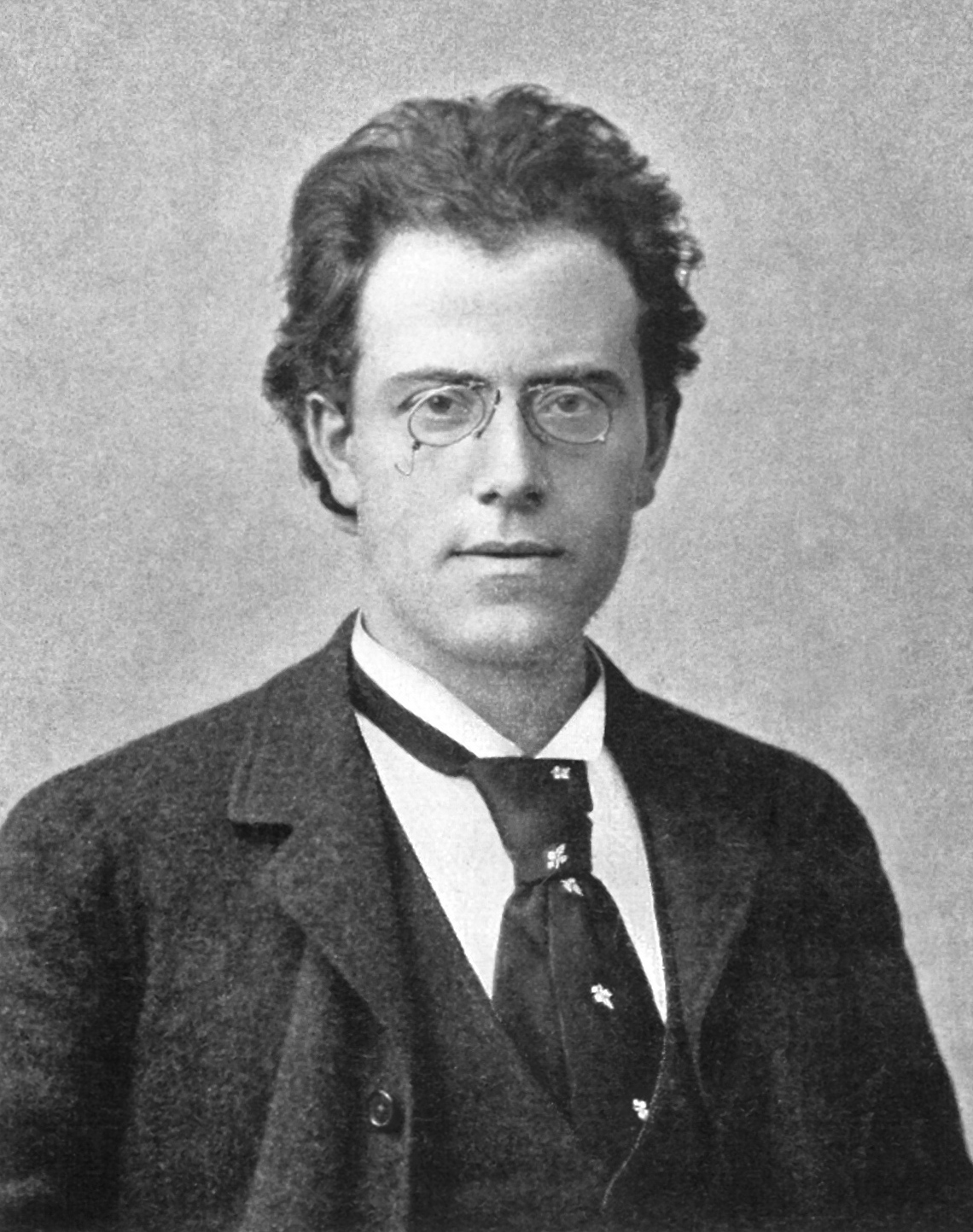
1892年的马勒

1888年马勒来到布达佩斯时，发现匈牙利的民族主义者与德奥文化传统的拥护者之间发生着冲突。在歌剧院，以音乐总监桑多·厄克尔（Sándor Erkel）为代表的民族主义者往曲目单里放了关于匈牙利历史的剧目，以及本土的民间歌剧。马勒履职时，文化开放派占了上风。马勒意识到双方的立场不和，自己也谨慎行事，直到1889年才公开露面，演出的是匈牙利语版的《莱茵的黄金》和《女武神》。但还未等他将“指环”联剧排完，保守派就提出应该增加匈牙利本土色彩的作品。为了丰富非德国的曲目，马勒去了趟意大利，发现了马斯卡尼的《乡村骑士》 。
1889年2月，马勒父亲逝世，不久之后姐姐与母亲亦先后离世，马勒自己也深受痔疮、偏头痛与咽喉感染的困扰。1889年11月21日，马勒的第1号交响曲首演。在一系列家庭和个人健康问题的影响下，这次演出不尽人意。音乐批评家在报纸上写了长评称，听众被前几个乐章激起的热情到了终曲的时候就变成了“听得到的抗议”。马勒在维也纳音乐学院的同僚也说，正像历史上许多指挥家一样，马勒并不是作曲的料，这令马勒尤其烦恼。
1891年，匈牙利政治上右转，也体现在了歌剧院的人事变动上。保守的贵族齐奇·盖佐成为马勒的上司。马勒此时开始与汉堡国立歌剧院接触，并在1891年5月签订合約之后，辞去了在布达佩斯的职位。他在布达佩斯最后一次音乐上的胜利是一场《唐·乔凡尼》的演出；当时还受到了勃拉姆斯的好评。
汉堡
马勒在汉堡的职位是首席指挥，位居总监伯恩哈德·波尔（Bernhard Pohl）之下。不过波尔答应给马勒相当的自由，前提是他能够同时在艺术上和商业上取得成功。马勒确实做到了这一点：他指挥的瓦格纳的《特里斯坦与伊索尔德》、《唐怀瑟》、《齐格弗里德》都受到好评。另一成功是柴可夫斯基的《叶甫根尼·奥涅金》在德国的首演；作曲家本人到席后称赞马勒的指挥水准“令人惊异”。马勒对排练的严苛也让演奏者和歌唱家不无牢骚，音乐评论作者彼得·富兰克林（Peter Franklin）写道：马勒“引发了同等程度的憎恨和尊敬”。不过马勒得到了汉斯·冯·彪罗的首肯；后者改变了在卡塞尔时对马勒的指挥风格的态度，对他赞美有加。1894年，彪罗去世之后，马勒接任他成为了全市音乐会的协调者。
1892年夏天，马勒与汉堡的演唱者来到伦敦，参加为时六周的德国歌剧节。这是他唯一一次去英国。他指挥的《特里斯坦与伊索尔德》让年轻的作曲家拉尔夫·沃恩·威廉斯激动得“两夜无法入眠”。然而马勒拒绝了之后类似的邀请，因为他急切地希望能把夏休时间用来创作。
这时候马勒自己作品的演出还很罕见。1893年10月27日，马勒指挥了第1号交响曲的修改版。这个版本有五个乐章，并且标明为是一首小标题为“泰坦（Titan）”的交响诗。这次音乐会也将一些“魔号”歌曲引介给了大众。马勒初次收获作为作曲家的成功是在1895年12月13日，第2号交响曲在柏林首演，马勒亲自指挥。他的助手布鲁诺·瓦尔特说，“马勒作为作曲家的名声可从那天算起。”同年，马勒的个人生活受到了冲击：他的弟弟奥托自杀。
在汉堡，马勒引进了许多新歌剧：威尔第的《法斯塔夫》、洪佩尔丁克的《汉泽尔与格蕾太尔》，以及斯美塔那的作品。然而，他对贝多芬第9号交响曲的改编受到广泛的批评，并因此被迫辞职。马勒的最终目标是进军维也纳。在一些有影响力的朋友的帮助下，他得以进入维也纳宫廷歌剧院，即后来的维也纳国立歌剧院。由于当时规定犹太教徒不得参与此职位，马勒在1897年2月皈依罗马天主教，並於兩個月後得到這個職位。
维也纳

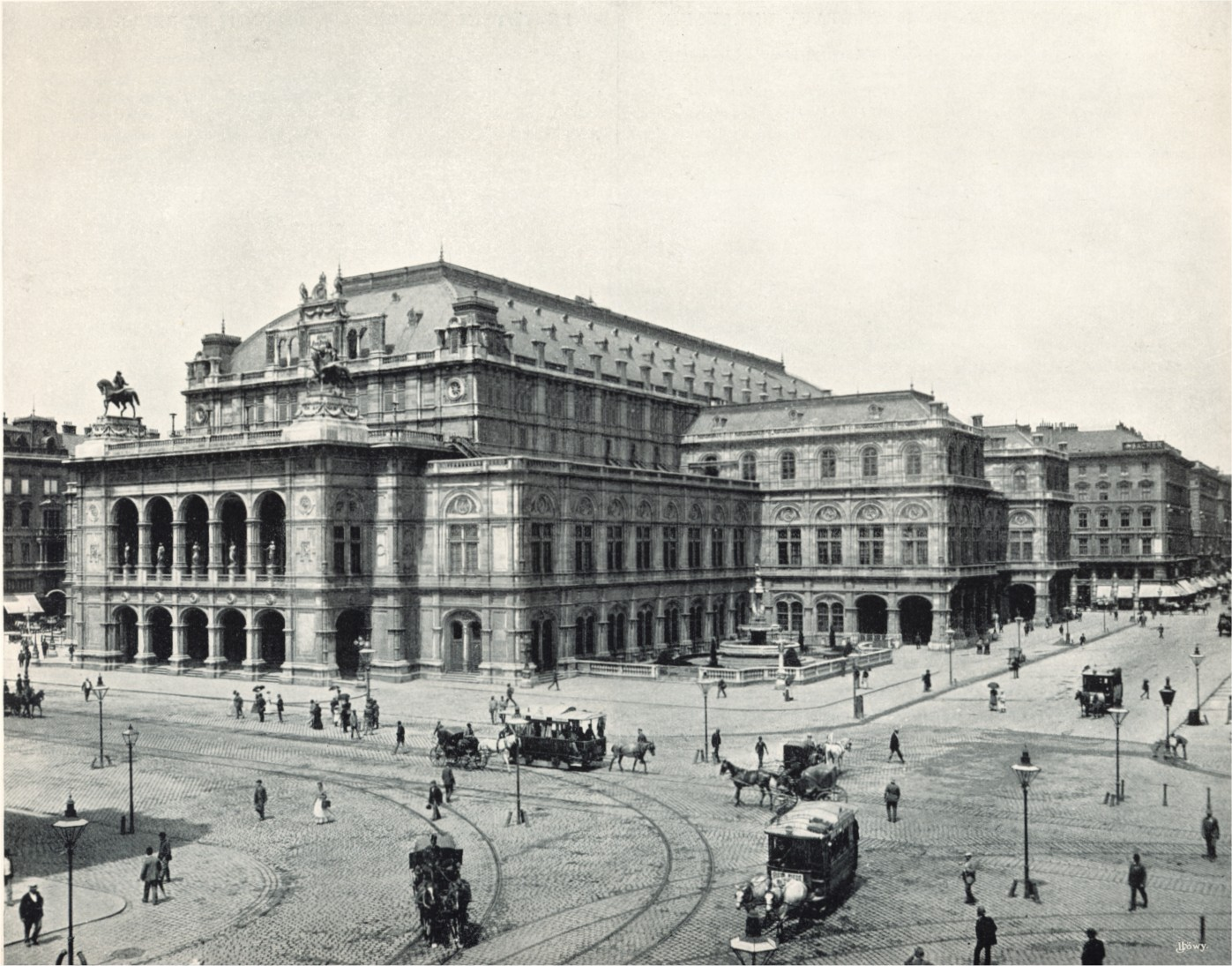
1898年的维也纳国家歌剧院

在等待皇帝的正式任命期间，马勒与音乐学院前总监的儿子约瑟夫·黑尔梅斯伯格和权威的瓦格纳指挥汉斯·里希特合作。里希特事先并未被告知马勒即将上任，因此马勒向里希特写了一封热情洋溢的信，表达了他对前辈的尊敬之情。之后两人虽然分歧巨大，但从未公开交恶。
帝国首都维也纳此时选出了一位反犹的保守派市长卡尔·鲁格，他曾宣称：“谁是不是犹太人，由我来决定。”在这样艰险的政治环境下，马勒需要尽早展示出他在德国文化方面的才华。1897年5月，他的首发演出瓦格纳《罗恩格林》和莫扎特《魔笛》赢得了好评。之后不久马勒因病请假数周，期间受他的姐姐尤斯廷内（Justine）和好友中提琴家娜塔莉·鲍尔-莱希纳的照顾。8月初马勒赶回维也纳，来为《尼伯龙根的指环》在维也纳的首次完整演出做准备。这场演出从8月24日持续至27日，受到了乐评人的赞赏和大众的支持。马勒的朋友胡戈·沃尔夫告诉鲍尔-莱希纳：“我每次读总谱的时候，都梦想着一种声音，今天我第一次亲耳听见了梦寐以求的音响。”

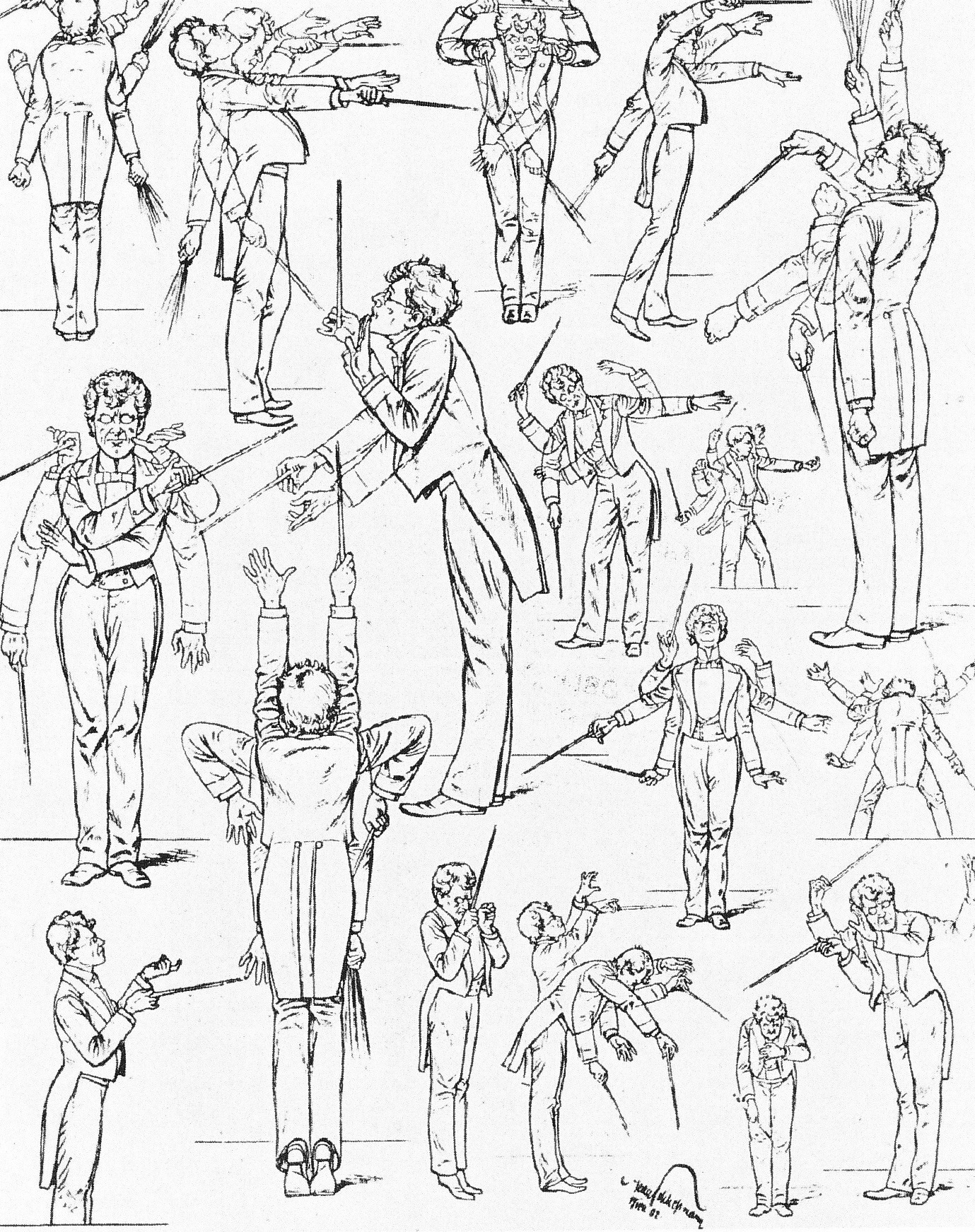
1901年幽默杂志中描绘的马勒的指挥风格

1897年10月8日，马勒正式被任命为维也纳宫廷歌剧院的总监。上任后的第一个制作是斯美塔那的捷克歌剧《达利波》，并将结尾作了改动，让剧中的主人公活了下来。这引起了维也纳极端德国民族主义者的愤怒，称他试图与“低等的捷克民族称兄道弟”。尽管如此，马勒依然在任期内引进了多达33部新歌剧，并上演了55部新制作。不过其中亦非一帆风顺：理查·斯特劳斯的《莎乐美》就因内容争议，被维也纳的审查者砍掉 。
1902年初，马勒遇到了维也纳分离派艺术家与设计师阿尔弗雷德·罗勒，并在一年后指定他为歌剧院的舞台设计师。尽管马勒未来的妻子阿尔玛声称是自己在1902年一月在她继父的住处将两人介绍认识，更多的证据表明，早在1901年罗勒就与马勒主持的宫廷歌剧院有过来往。二人的合作成果颇丰，上演了20多齣广受赞誉的制作，包括贝多芬的《菲岱里奥》、格鲁克的《伊菲姬尼在奥利德》和莫扎特的《费加罗的婚礼》。《费加罗的婚礼》的演出也体现了马勒在艺术上的革新，他将自己创作的一小段宣叙调添加到了第三幕里，冒犯了当时一些维护原著纯洁的人。

虽然有这样多成功的演出，马勒在维也纳的日子并不平顺。他与演奏者、歌唱家和管理层冲突不断，他戏剧化和专制的指挥风格也让乐队成员怨声载道。1903年12月，舞台工作人员进行了一次反抗活动，而马勒回绝了他们提的要求，认为他们是受极端人士操纵。剧场之外，维也纳社会上反犹的情绪也不曾间断攻击，并在1907年在媒体上发起攻势，意图弹劾马勒。马勒此时已经与歌剧院的管理者发生了不合，原因是他在自己音乐上消耗的时间过多。

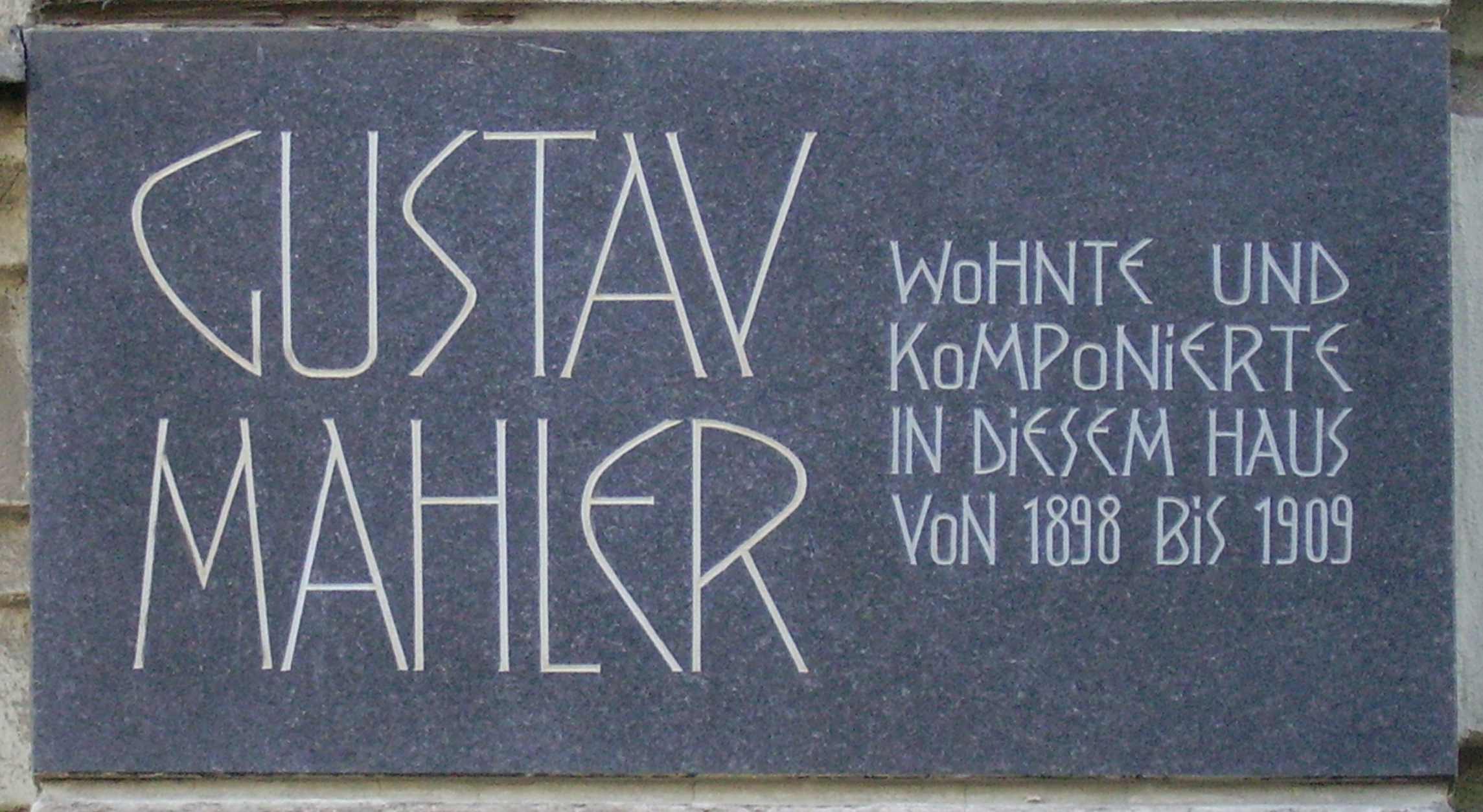
马勒在维也纳住处的铭牌

在维也纳期间，从1898年到1901年，马勒还担任了维也纳爱乐乐团的指挥。1898年，乐团音乐委员会一致通过决议，选择马勒作为汉斯·里希特的接任者。外界对此并非没有异议，有人怀疑非德国人的马勒是否有能力“捍卫德国音乐”。马勒上任后的第一个演出季，票房有显著提高，但乐队成员不满马勒改编名作的习惯，以及对他们已经烂熟的曲目增加额外排练。1899年乐团甚至要求里希特回来，最终无果。马勒在1900年带着乐团去参加了巴黎世博会。在巴黎的音乐会是商业上的失败，马勒甚至连回程路费都无法支付，不得不向银行世家罗斯柴尔德家族借钱。1901年4月，马勒因为自己健康状况不佳，也厌倦了抱怨和不满，遂辞去了指挥职位。三年间他指挥了80多部作品的演出，并推广了一些不为人知的作曲家，比如赫尔曼·格茨、威尔海姆·金茨尔、洛伦佐·佩洛西。
1907年，马勒与纽约大都会歌剧院的总监海因里希·康里德开始沟通，并在6月签订了回报丰厚的合约，答应在纽约指挥四个演出季。同年夏季他向维也纳宫廷歌剧院递交了辞职信。马勒执掌歌剧院的十年间交友甚少，据说他对待音乐家就好像“驯兽师对待动物”；他离开时在告示栏上留下的信，甚至被扯下摔到地上。11月24日，马勒在维也纳进行了告别演出，曲目是他的第2号交响曲。12月初，他离开维也纳，渡海来到纽约。
纽约

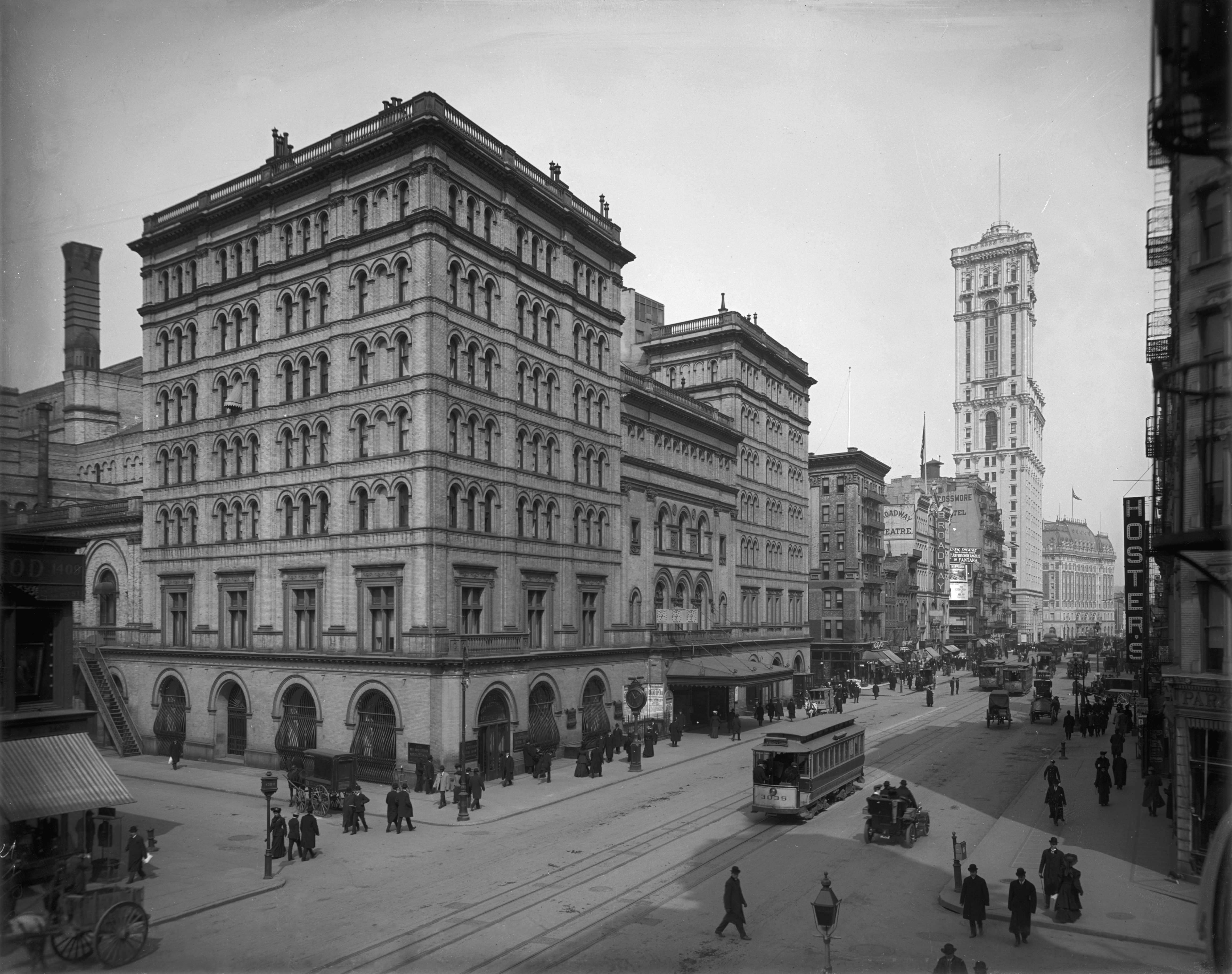
1905年的纽约大都会歌剧院

马勒在1908年1月1日第一次在大都会歌剧院亮相，指挥瓦格纳的《特里斯坦与伊索尔德》，用的是当时在纽约仍然奉为标准、在维也纳却早已过时的精简版。在繁忙的第一季度演出中，马勒的表现赢得了广泛的赞誉，尤其是1908年3月20日的《菲岱里奥》。在这次演出中，他坚持要用维也纳舞台布景的复制品。同年9月19日，马勒的第7号交响曲在布拉格首演，据其妻阿尔玛称，大众反应平平。
次年的演出季大都会歌剧院让意大利指挥家托斯卡尼尼与马勒分担工作。马勒与纽约交响乐团同台演出了三次，这一经历让他对与交响乐团合作有了新的感觉，并随后辞去了歌剧院的职务，接受了重组之后纽约爱乐乐团的指挥职务。他有时还会在大都会以客座指挥的身份演出，最后一次是1910年3月5日柴可夫斯基的《黑桃皇后》。1909年夏天，马勒回到欧洲，投入到第9号交响曲的创作中，并去荷兰进行了巡演。

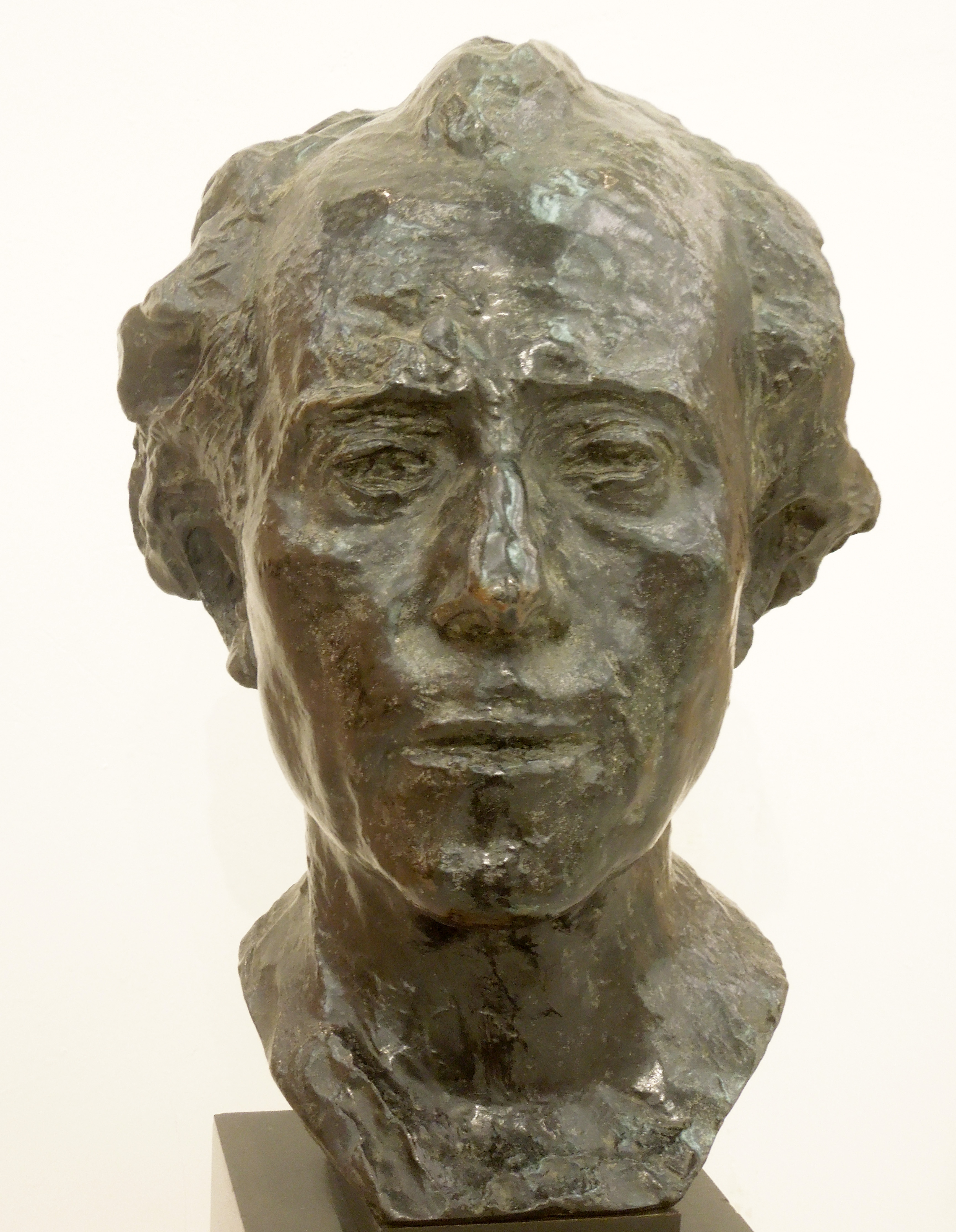
馬勒銅像，奥古斯特·罗丹作品，1909年

1909年到1910年的纽约爱乐乐团演出季中，马勒奉献了46场音乐会，但内容不是很符合大众口味。他的第一交响曲在1909年12月16日美国首演，反响很差。演出季结束时，乐团遭到了重大经济损失。但是1910年9月12日，马勒的第八交响曲在慕尼黑首演（马勒生前首演的最后一部作品）。传记作家罗伯特·卡尔（Robert Carr）称此次演出为“马勒一生最大的成功”。不过，马勒于不久前发现阿尔玛与年轻建筑师格罗皮乌斯的一段婚外恋，让他大受打击，并从弗洛伊德那里寻求帮助。阿尔玛同意一直在马勒身旁，但与格罗皮乌斯的关系依然继续。马勒将第8号交响曲献给了阿尔玛作为爱情的示意。

### 逝世

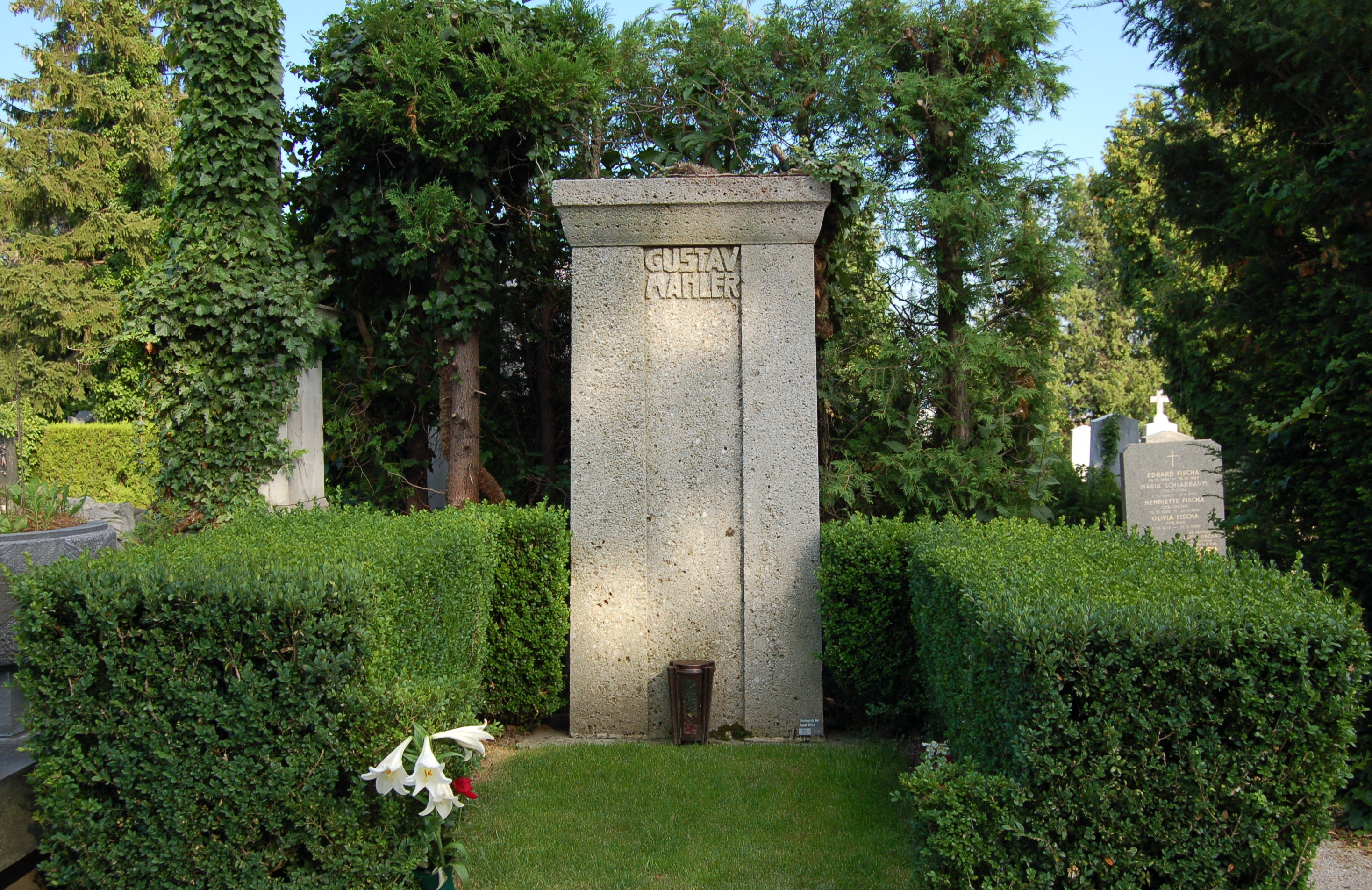
维也纳的马勒墓

1910年夏，马勒完成了第10号交响曲的柔板乐章，以及另外四个乐章的草稿，當年他已遭逢嚴重的心絞痛威脅。11月，他和阿尔玛回到纽约，马勒又开始筹划指揮連續65場的演出。圣诞节期间，马勒患上了喉痛，久治不癒。1911年2月21日，高烧的马勒坚持要完成在卡内基音乐厅的音乐会。这是連續演出的第48場次，同時不幸地，亦是他生前最后一次登台演出。在卧床数周后，最終他被诊断出患有感染性心內膜炎；在没有抗生素的时代，此病的存活率几乎为零。他的高燒不退則是急性鏈球菌感染所造成的結果，醫生建議他到當時的細菌研究重鎮巴黎尋求治療。马勒并没有放弃希望，他依然谈论着恢复演出季，并一直关注阿尔玛创作的歌曲公演。4月8日，马勒一家与长期照顾的护士乘船回到欧洲。在巴黎，马勒的病情没有好转，他作出了返回家鄉的決定。5月11日，馬勒一行到达维也纳，並於一週後病逝。
1911年5月22日，遵其生前嘱咐，马勒下葬于维也纳格林津公墓，阿尔玛由于身体原因未能出席。有两百余人参加了葬礼，包括许多知名人物，如勋伯格、贝尔格、韦伯恩、瓦尔特、克里姆特，以及许多重要欧洲歌剧院的代表。勋伯格献上的花圈上称他是“神圣的古斯塔夫·马勒”。《纽约时报》报道了马勒的死讯，称之为“当今最为高大的音乐形象之一”，但对其交响作品的评价仅限于长度非凡这一点，并且还将其第2号交响曲的长度夸大到了“两小时四十分钟”，在伦敦，《泰晤士报》称他“在指挥方面的造诣，除汉斯·里希特之外，无人能及”，并说其交响曲“无疑是有趣的，有着现代乐队独特的丰满音效，旋律简朴以至粗俗”，不过表示“现在来评判其价值还为时过早”。
马勒的遗孀阿尔玛比丈夫多活了五十多年，直到1964年才去世。她在1915年与建筑师格罗皮乌斯结婚，五年后离婚。1929年又嫁给了作家维尔费尔。1940年她出版了一本关于马勒的回忆录《古斯塔夫·马勒：回忆与书信》。后世的传记作家指责这本书蒙蔽事实，自我夸大，提供的信息很多是歪曲的。乔纳森·卡尔写道：“随着更多的资料浮出水面，阿尔玛的回忆录就愈发地显得问题重重……她隐藏了许多马勒写的信件。她不是恰巧疏忽，或者采选不当，而是有意为之。”
马勒之女安娜是一位雕塑家，于1988年去世。
1955年，国际马勒协会（Internationale Gustav Mahler Gesellschaft）在维也纳创建。指挥家布鲁诺·瓦尔特为首任荣誉主席，音乐学家艾尔温·拉茨担任首任主席，阿尔玛为荣誉会员。理事会其他成员包括阿多诺、克热内克、库贝利克、门格尔贝格和乔治·索尔蒂。

## 作品
马勒属于后浪漫派作曲家，继承了德奥音乐抒发一种灵性或哲学意义的传统，是继贝多芬、舒伯特、李斯特、瓦格纳、布鲁克纳、勃拉姆斯之后最后的大师之一。马勒将前人实践过的东西运用到了自己的音乐中，变化为自己的独特特征：包括对人声的使用，对标题的运用，以及突破传统四乐章结构的尝试等。瓦格纳和布鲁克纳的前例，也鼓励了马勒扩展其作品的规模，达到前所未有的地步，以致于“包括整个情感世界”。馬勒謂：「我的交響曲完全就是在表現我的人生。我把我人生的體驗、苦惱完全注入其中。交響曲是我化作音樂的人生真理、詩歌。」
早期的评论家认为马勒博采千家，却缺乏自己的风格；而库克申辩称，马勒虽然进行了借鉴，但“将个人性格的痕迹烙到了每一个音符上”，并创作出了具有“杰出的原创性”的音乐。例如对于“斗争”这一主题的表现，音乐评论家哈罗德·勋伯格认为，马勒与贝多芬就大相径庭。贝多芬的奋斗是“勇往直前、战无不胜的英雄”；而马勒的是“精神的弱者，牢骚满腹的青年”，他“享受着自己的不幸，想让全世界看到他的痛苦”。但勋伯格同时也表示，在他大多数交响曲中，都可以不时看到“沉思者马勒”被“音乐家马勒”的辉煌所升华。馬勒的作品大致羅列如下：
室内乐
- a小调钢琴四重奏（英语：Piano Quartet (Mahler)）（约1876年，未完成）[89]

交響曲
- D大调第一交响曲“巨人”（1888年－1896年）
- c小调第二交响曲“复活”（1888年－1894年）
- d小调第三交响曲（1894年－1896年）
- G大调第四交响曲（1899年－1901年）
- 第五交响曲（1901年－1902年）
- a小调第六交响曲（1903年－1904年）
- 第七交响曲（1904年－1905年）
- 降E大调第八交响曲（1906年－1907年）
- 交响声乐套曲“大地之歌”（1908年－1909年）
- 第九交响曲（1909年－1910年）
- 第十交响曲（1910年，未完成）

聯篇歌曲集、歌曲集及其他聲樂作品
- 悲叹之歌（德语：Das klagende Lied (Mahler)）（1878年－1880年，后分别于1893年和1898年修订）
- 青年流浪之歌（1883年－1885年）
- 歌曲集：少年魔号（1892年－1896年；另兩首則在1899年 與1901年完成）
- 吕克特之歌（德语：Rückert-Lieder）（1901年－1903年）
- 悼亡兒之歌（1901年－1904年）

### 作曲历程
马勒学生时代的习作都已不存。1879年离开大学后，马勒一边当钢琴教师挣钱，一边继续作曲。1880年，他完成了一部康塔塔《悲叹之歌》。这是他的第一部重要作品，从中可以找到瓦格纳和布鲁克纳的影响，但也具有马勒独特的元素。该作品后来被修改、缩减，于1901年首演。1884年，马勒为《萨金根的小号手》创作了情景音乐。这一部作品现在大多遗失，但有一乐章名为“百花（Blumine）”后来被用到了其第1号交响曲中。这段时期，与女高音约翰娜·里希特（Johanna Richter）的一段无果恋情，也让马勒写出了一系列爱情诗，后来成为了他的歌曲套曲《青年流浪之歌》的歌词。
关于马勒早年散失的作品有多种猜测。荷兰指挥家威廉·门格尔贝格认为第1号交响曲非常成熟，不像是第一部交响作品；1938年他提出了所谓“德累斯顿档案”，这是玛丽昂·冯·韦伯（Marion von Weber）所持有的一系列手稿。可以肯定这些手稿多数在1945年德累斯顿轰炸时被毁，但依然有可能还有存留。

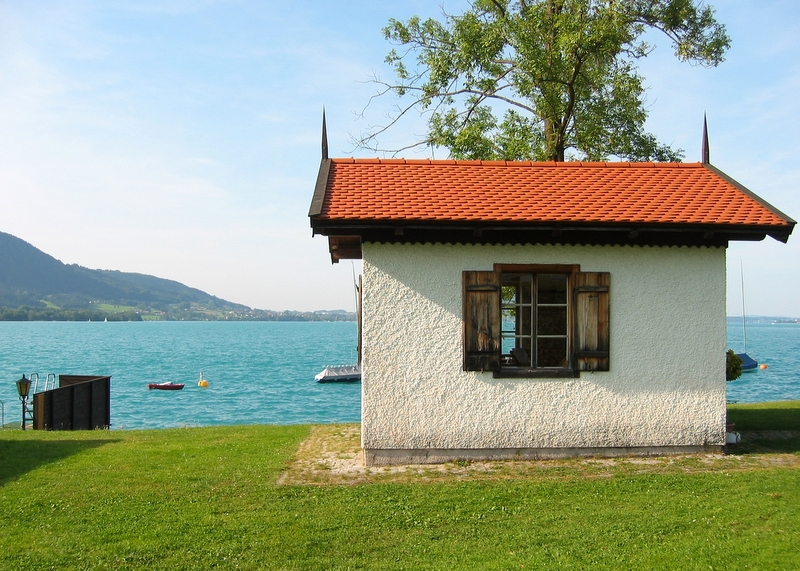
马勒的“馬勒作曲小屋 (阿特湖)”

马勒早期指挥生涯当中，作曲只是业余所做的事。在莱巴赫和奥洛穆克工作期间，他给理查德·莱安德尔的诗歌配曲，后来收入“歌曲和咏叹调集”里。马勒的第一部交响声乐套曲《青年流浪之歌》创作于卡塞尔，歌词是他自己写的，尽管其中的第一部分与《少年魔号》中的一首诗非常相近。这部作品里的元素被应用到了1888年所作的第1号交响曲中。基于早年作品的慢乐章“百花”，后来被删除。此后他又写了一部二十分钟长的葬礼进行曲“死之赞（Totenfeier）”，这是此后第2号交响曲《复活》首乐章的雏形。此后直到1891年，也就是在布达佩斯期间，马勒的作曲仅限于对“魔号”诗歌的配乐，以及对第1号交响曲的修改。
1893年马勒在上奥地利地区施泰因巴赫的阿特湖边购下了一处夏居。虽然之后居所常有变动，但是“平时指挥，夏天创作”的方式维持了一辈子。在少年魔号的影响下，马勒在施泰因巴赫写出了一系列的歌曲，以及第2和第3号交响曲。

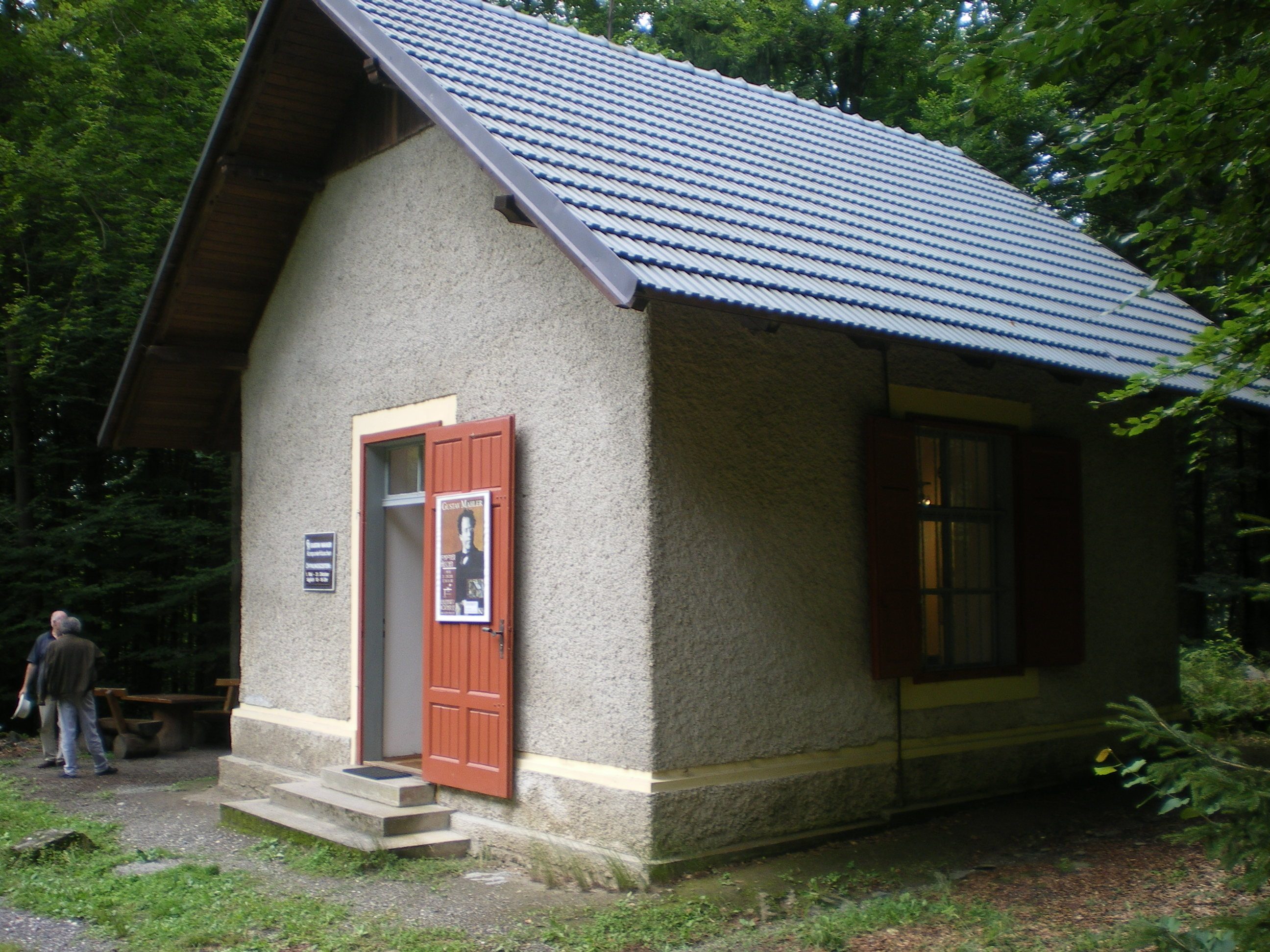
马勒的第二间馬勒作曲小屋 (沃尔特湖)，韦尔特湖畔

在维也纳歌剧院和爱乐乐团的双重责任让马勒倾注了全部的时间和精力，但1899年他又恢复了作曲。在维也纳的剩下的几年，尤其是作曲家的多产期。在结束了最后的《少年魔号》歌曲后，他开始了第4号交响曲的创作；次年该作品完成。此时马勒在奥地利克恩顿州韦尔特湖边的麦尔尼格附近购下了另一处作曲小屋。在这间小屋里，马勒创作了被后人称为“中期”或“后少年魔号时期”的作品：1901至1904年间，他为弗里德里希·吕克特的十首诗配了音乐，其中的五首被称作《吕克特之歌》，另五首则构成了《悼亡儿之歌》；1901至1905年间，马勒在此写作第5号、第6号、第7号等三部纯器乐交响曲；1906年，马勒在废寝忘食的八周间，完成了宏伟的第8号交响曲。
这段时期也见证了马勒自己的作品频繁演出。1899年他指挥了《复活》在维也纳的首演；在1901年2月他第一次公开演出了《悲叹之歌》（修改为两段体）；同年他在慕尼黑首演了第4号交响曲；1902年在克雷费尔德进行了第3号交响曲首次完整的演出；1904年在科隆首演第5号交响曲；1905年1月在维也纳演出了四首《吕克特之歌》和《悼亡儿之歌》；1906年在埃森首演第6号交响曲。
1908年，马勒从纽约回到奥地利，并建立了第三个也是最后一个，位于奥地利南蒂罗尔托布拉赫附近的松树林中。在这里，他创作了以中国古诗德译本为歌词的声乐套曲《大地之歌》。马勒没有将这一声乐交响曲加以编号，可能是为了避免所谓的“第九交响曲之咒”（贝多芬、舒伯特、布鲁克纳等作曲家都只创作了九部交响曲）。

### 三个创作阶段
不少分析家都将马勒的创作生涯分成三个明显阶段：一个很长的“第一阶段（早期）”，由1880年的《悲叹之歌》到1901年“《少年魔号》时期”结束为止。在“第二阶段（中期）”，创作更为集中，至1907年前往纽约为止。“第三阶段（晚期）”较短，包括去世前的几部哀歌式作品。
早期的主要作品是前四部交响曲、歌曲套曲《青年流浪之歌》，和一系列其它歌曲（《少年魔号》占主导地位）。在这一阶段，歌曲和交响曲关系甚密切，交响作品也具有标题性。马勒曾给第1号、第2号、第3号交响曲各自写下详细的说明文字，但之后都弃而不用。第4号交响曲的乐章也曾有标题。
中期包括器乐交响曲“三部曲”（第5号、第6号、第7号）、《吕克特之歌》、《悼亡儿之歌》、最后两首《少年魔号》歌曲，以及（某些人看来）马勒最后、最伟大的积极的颂歌，庞大的合唱第8号交响曲。也有德里克·库克等批评家认为，第8号介乎中期、晚期之间，独占一位。此时马勒放弃了明显的标题和说明，他想写自明的“纯音乐”。中期作品中还多有“石英般坚硬的配器”。此阶段的歌曲也多无民歌风味，也不再与交响曲有之前那样明显、紧密的联系。
短暂的晚期包括《大地之歌》、第9号交响曲和未完成的第10号交响曲，这三部作品都相当个人化，代表着马勒临死前的感受。三部作品都安然结束，象征着奋发被消退所取代。库克认为这些作品是对生命和世界的“充满爱的告别”，而不是苦涩、痛心的。作曲家贝尔格认为《第九交响曲》是“马勒写过的最神妙的作品”。这三部作品均未在马勒生前上演。

### 体裁
除了青年时期的一些佚作之外，马勒基本上只创作交响曲和歌曲，并将此二者糅合在了一起。马勒音乐中歌曲与交响曲的结合，在库克看来，是有机的：“他的歌曲很自然地成长为交响曲乐章”。其第1号交响曲就已经与《孤独旅者之歌》产生了联系。到了之后的第2号、第3号和第4号交响曲，与歌曲集“少年魔号”之间的这种联系就更为显著：第2号第三乐章谐谑曲来源于同一时期所作的讽刺歌曲“圣安东尼给鱼传道”，第四乐章则取自歌曲“原光”。另一首歌曲“天国的生活”成为了第3号的要素和第4号的内核，后者的末乐章几乎完全是这首歌曲的翻版。
在马勒的中晚期作品中，与歌曲的联系不那么直接了。然而学者斯坦利·萨蒂指出，第5号交响曲第四乐章“小柔板”以及第6号交响曲末乐章的素材都与《悼亡儿之歌》有联系。马勒的倒数第二部作品《大地之歌》，虽然名为“歌”，但形式上与交响曲无甚分别。
马勒甚常使用“渐进调性”，即交响音乐中冲突的呈现和解决处于不同的调上。同时期的丹麦作曲家卡尔·尼尔森也使用了这种手法。在早期歌曲中，马勒对这种手法已有所尝试，之后的交响曲中运用更是自如。例如第1号交响曲主要是D大调，但在末乐章开头的巨响中转到F小调，经过一番奋斗后，才在终曲的高潮中回归D大调。第5号交响曲的各乐章更是经过了C♯小调—A小调—D大调—F大调—D大调的过程。第6号交响曲的开始和结束都在A小调上，暗示冲突没有得到解决。

## 评价
伯恩斯坦認為，馬勒的作品基本上都是關乎矛盾的，馬勒既是作曲家又是演奏家；既是猶太人又是基督徒；既有信仰又是懷疑論者；既天真又世故；既是波希米亞人又以維也納為家；既是浮士德式的哲學家，又是東方神秘主義者。然而，主要的衝突產生于一個處于世紀之交時代的西方人和他的精神生活之間：從這一對立中產生了馬勒音樂中數不勝數的矛盾對比。這樣的衝突與矛盾，由兩類相对的情感表达：上升的旋律、精致的和声抒发了强烈的渴望，不协和、扭曲、诡异的音响則代表了苦难和绝望。
马勒曾对西贝柳斯说过，“交响曲要像世界一样包囊万物。”在其作品中，这一信条也有所体现：马勒的音乐素材来源十分广阔，鸟鸣和牛铃象征自然与田园，喧闹的进行曲、街头曲调、乡间舞蹈则象征已经逝去的童年世界。马勒的独特之处还在于时常插入的“粗俗乐段”，给严肃的氛围带来了荒诞感；例如第5号交响曲的葬礼进行曲中突然进入的流行俗曲。有时这些曲调也会变身为华丽的、庄严的布鲁克纳式高潮，并被马勒用来象征希望，或冲突的解决。马勒也意识到了这些特出之处，如对第3号交响曲中谐谑曲的评价：“这是有史以来最喧闹，也同时是最悲剧的乐章……好像大自然也开始做起鬼脸，伸出舌头。”
库克称，马勒音乐中情感的广度来自他“精妙的配器”，这使得其音乐“不必多加分析便能自明”。以配器來說，馬勒的音樂有華格納規模的編制，不過也更注重聲部之間的平衡，而少用全體合奏。在他的對位寫作技巧下，甚至賦予這些交響曲以大型室內樂的感受。他的交響曲有相當多具個性的管樂器獨奏片段，其中許多已為現時職業樂團納為人員徵試的考題。另一位评论者富兰克林概括了马勒的基本风格：极端的音量、对幕后乐队的运用、不合常规的乐队编制，以及对流行音乐和民间舞蹈（如兰德勒和华尔兹）的引用。音乐学家弗拉迪米尔·卡尔布西斯基认为马勒的犹太根基对其创作产生了持久的影响，他尤其指出其第1号第三乐章诡异而滑稽的葬礼进行曲是典型的“意第绪音乐”。捷克作曲家马克斯·布洛德也表示在马勒的音乐中找到了犹太曲调和节奏。
马勒的朋友吉多·阿德勒统计称，马勒在世时，其作品在欧洲、俄国和美洲演出逾260场，尤以第4号交响曲的61场演出为最多（不含歌曲）。马勒的作品在其生前吸引了广泛的注意力，但赞许不多。其第1号交响曲首演后很多年，评论家和公众还感到无法接受，甚至有人称之为“最无聊的交响作品”。《复活》评价稍好，被拿来和门德尔松的同类作品相比。马勒在维也纳国家歌剧院担任总监的一段时期，由于保守媒体的反犹情绪，相当受排挤，以至于其第3号交响曲虽然比较成功，但还被骂为“写出这种东西的人应该被放到牢里待几年”。
之后，对马勒交响曲的评价一直是褒贬兼有，其歌曲更为人接受一些。在第四、第五交响曲没能得到公众认可后，马勒相信第六最终会成功，但却遭到了广泛的讥讽，尤其是对曲中非同寻常的打击乐器（铁锤、牛铃等）。维也纳的批评家海因里希·莱因哈特评论道：“铜管，很多很多的铜管，难以置信这么多铜管！更多更多的铜管，纯粹就是铜管！”

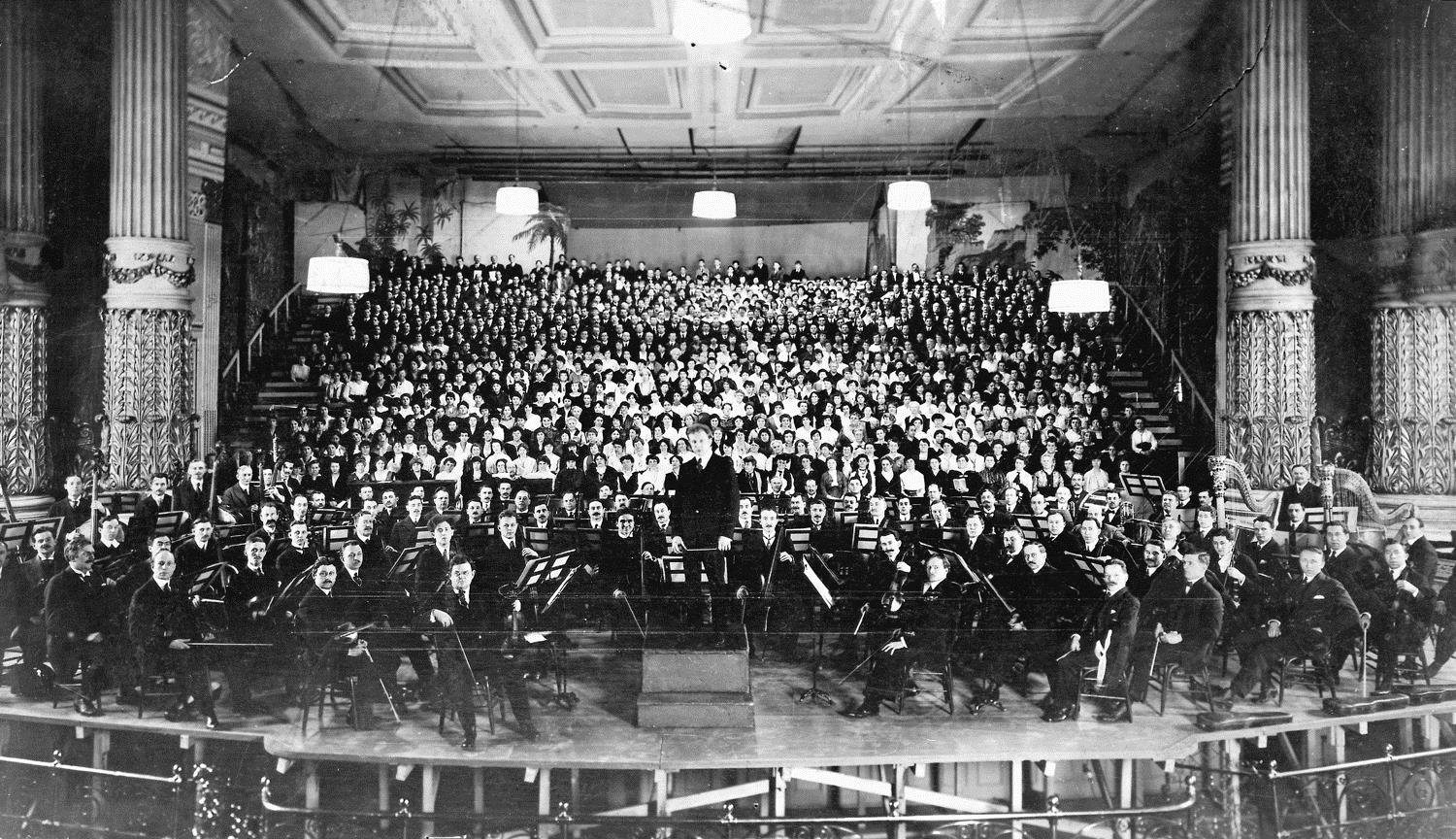
第8号交响曲的美国首演阵容，参与的演奏家与演唱者多达千人

唯一一次全方位的胜利是马勒第8号交响曲的首演，规模宏大，掌声持续了半小时之久。
马勒去世后，其作品演出较少，评价也平平。只是在荷兰，其作品受到了推广，并被带到了美国，由纽约爱乐乐团演奏。但在大洋彼岸，得到的多是负面评价，唯有当时的年轻作曲家阿隆·科普兰称马勒的作品非常超前，比理查·施特劳斯有创造力得多。在英国，赞扬的声音也相当少；其歌曲为人认可，但交响曲被评价为“有时有趣，但放到一起就显得臃肿”，以及“缺乏火花”。称当时的听众觉得马勒和布鲁克纳都是“昂贵的二流货”。
在德国和奥地利，马勒的作品也有演出，多是由与马勒有交情的布鲁诺·瓦尔特和奥托·克伦佩勒指挥。1934至1938年间，马勒作品在奥地利有一阵复兴，因为当时想将马勒提升到瓦格纳在德国般的国家标志地位。纳粹德国时期，马勒作品被禁，只有一些犹太人乐团的演出。

### 近年来的复兴
据美国作曲家大卫·希夫的看法，伯恩斯坦在1960年代一手将马勒从故纸堆中拯救了出来。不过之前五十年里，马勒受到的忽视只是相对的；和当年巴赫死后的窘况更无法相提并论。不过在伯恩斯坦之前，斯托科夫斯基、米特罗普洛斯、巴比罗利等指挥家已经重视起马勒起来。
自1960年起，马勒成为了最常被录音的作曲家之一，多位指挥家录制其交响曲全集。其作品也成为音乐会上常见的曲目，在欧洲甚至产生了过热的现象。哈罗德·勋伯格评论道“难以想象还有哪位作曲家引起了这样的忠诚”。对这种趋势，库克解释道，是由于反浪漫主义思潮的衰落，社会渐趋自由，品味多元化，以致原本抵制马勒的西班牙、法国、意大利等国，也对马勒产生了热情。罗伯特·卡尔（Robert Carr）的理论則認為CD的发明，使得马勒那些长而艰深的音乐，在家中也可以重复播放，反复聆听。
在1902年2月16日，给阿尔玛的一封信中，马勒称：“他（理查·施特劳斯）的时代结束后，我的时代才会来临。我多么希望能够亲眼见到这一刻，并且有你在我身旁陪伴！”其实马勒如果寿命长些，是有可能见证此时的：和他大约同时代的理查·施特劳斯活到了1949年，而比马勒仅年轻五岁的西贝柳斯则直到1957年才去世。

## 影响
马勒对后世影响相当深远。其最初的追随者包括勋伯格、贝尔格、韦伯恩，此三人创立了第二维也纳乐派。马勒的音乐也影响他们后来向无调性音乐的转变。尽管马勒本人并不创作无调性音乐，但他是勋伯格大胆的具有独创性作品坚定的拥护者。勋伯格的第一弦乐四重奏首演时，据说马勒差点与捣乱者发生肢体冲突。此外，勋伯格的《小夜曲》（作品24，1923年），贝尔格的《为乐队而作的三首乐曲》（1915年）和韦伯恩的《六首乐曲》（1928年）中，都能找到马勒第7号交响曲的影响。
其它受马勒影响的作曲家包括科普兰、贝里奥、肖斯塔科维奇、布里顿等等。钢琴家兼指挥家阿什肯纳齐在谈到马勒与肖斯塔科维奇时说，二者的联系“紧密而显著”，他们都表现了“个人与丑恶世界的抗争”。评论家唐纳德·米切尔在关于布里顿《大提琴交响曲》首乐章的评论中强调道“这种令人眩目的透明感和配器手法，是马勒曾精心筹划并建立的”，并说“即使马勒自己的音乐没有存留，他依然在后人的继承中得到永生”。
马勒也影響了布魯諾·華爾特與奥托·克伦佩勒等曾經與他共事、事業上受其助力的指揮家。

## 個人生活

### 婚姻和家庭

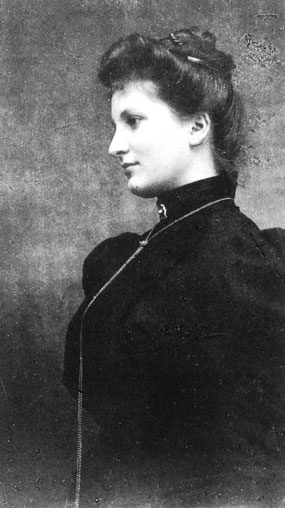
阿尔玛·马勒

在维也纳的第二年，马勒买下了市区一间宽敞的公寓，并且在麦尔尼格的新作曲小屋的土地上修建了一座别墅。1901年11月，他在一次社交场合遇到了阿尔玛·辛德勒，画家卡尔·摩尔的继女 。阿尔玛一开始对马勒并无兴趣，因为当时有关于“他和每个想唱歌剧的年轻女孩的绯闻”。两人相见时对亚历山大·冯·策姆林斯基的一齣歌剧发生了争论，但同意第二天在歌剧院见面。此后感情进展飞快，次年3月9日，二人举行了私人的婚礼。那时阿尔玛已经怀有第一个孩子，女儿玛丽亚·安娜（María Anna）。玛丽亚·安娜于1902年11月3日出生；第二个女儿安娜（Anna）出生于1904年。
二人的朋友对这场婚姻表示惊讶和怀疑。麦克斯·布尔克哈德把马勒称作“佝偻的犹太人”，配不上阿尔玛这样的大家闺秀。但马勒的家人认为阿尔玛过于轻浮，而且喜欢在年轻人面前显示自己的迷人气质。马勒天生忧郁、有控制欲。他早期的恋人娜塔莉称与他相处好像“身在一条不断摇摆的小船上”。婚后不久马勒就让阿尔玛放弃对音乐的学习，因为家里只能有一个作曲家。阿尔玛将怨气记录在了日记中。马勒还要求他们的家庭生活围绕着他自己的创作和指挥工作，有时让阿尔玛大为光火；但他们的婚姻还是有不少充满激情的时刻，尤其是马勒，他曾给阿尔玛写过许多封热情的信。后来马勒去世之后，阿尔玛将这些信件编辑、遴选，在1940年出版。
1907年夏天，马勒疲于应付维也纳反对他的声浪，举家来到麦尔尼格。不久两个女儿都患上了猩红热和白喉。两周后的7月12日，玛丽亚·安娜夭折；二女儿安娜得以恢复。在这一痛苦的打击之后，马勒又得知自己的心脏不正常，随后维也纳的医师证实了这一点，并建议马勒远离剧烈运动。对于此时疾病对马勒的影响到底有多大，尚不清楚；在阿尔玛笔下，这似乎是慢性的死刑，而马勒在自己的信件中说，只要避免过度疲劳，他可以过正常的生活。然而患病确实让马勒的抑郁雪上加霜。1907年末，麦尔尼格的别墅关闭，从此马勒再未去过那里。

## 纪念馆和博物馆
汉堡市内的古斯塔夫·馬勒博物馆用于纪念马勒的生活和作品。
意大利多比亚科镇里的Altschluderbach小区有一个小的博物馆，在马勒的作曲小屋内，马勒的工作室附近的动物公园旁边。小屋的一楼以前有一个博物馆。
马勒的另外两件作曲小屋仍然存在，它们已被改装成小博物馆的形式。一间小屋在上奥地利州内的阿特湖，另外一间在克恩顿州。